# Mark VI
Mark VI — проект британского тяжелого танка времен Первой мировой войны.

## История создания
Составив планы по дальнейшему развитию Mark I в Mark IV, Комитет по поставкам танков (институт, планирующий и контролирующий производство британских танков) в декабре 1916 года приказал разработать два новых типа танков: Mark V и Mark VI. Mark V должен был воплотить в себе самые продвинутые функции, которые все еще могли быть включены в корпус Mark I. Mark VI должен полностью отказаться от старого корпуса, отражая лишь некоторые общие принципы старого танка.
13 июля 1917 года Metropolitan, фирма, связанная с сэром Уильямом Триттоном, подготовила деревянный макет обеих моделей. Поскольку никаких дизайнерских чертежей Mark VI не сохранилось, фотографии, сделанные в этот день (а также ранее, 23 июня 1917 года, частично незаконченных моделей), являются основным источником информации.
Дизайн Mark V по-прежнему очень похож на Mark I. Однако в нем было много изменений в деталях, включая меньшие спонсоны с цилиндрическими пулеметными установками, удлиненный корпус, увеличенную кабину и расположение пулемета в задней части. В конечном итоге от этой конструкции отказались из-за огромных задержек в разработке Mark IV. Танк, который в конечном итоге был запущен в производство под этим названием, был не Mark IV, как планировалось изначально, а в основном немного измененным Mark I. Когда наконец в декабре 1917 года были установлены требуемые новый двигатель и трансмиссия, именно этот тип стал известный как Mark V.
Конструкция Mark VI имела совершенно другой корпус, который был выше с закругленными гусеницами на носу. У него не было реальных спонсонов; заменяющие их боковые двери с выступающими пулеметными позициями. Основное вооружение — одиночная 57-мм пушка, расположенная низко в передней части корпуса. Водитель должен был сидеть в квадратной надстройке намного дальше назад, в углах которой у каждого по автомату. На надстройке был установлен приподнятый наблюдательный пункт командира. Из сохранившихся текстов известно, что корпус должен был быть разделен на отсеки с отдельным машинным отделением с одной стороны, содержащим также на одной линии ведущие шестерни обеих гусениц, приводной вал гусеницы противоположной стороны, пересекающей корпус. Необходимо было использовать более широкие гусеницы (75 см). Он должен был быть защищен 14-мм броней.

## Отмена производства
Когда в сентябре 1917 года штаб США во Франции решил создать отдельный американский танковый корпус из 25 батальонов, из которых пять должны были быть тяжелыми танковыми батальонами, майор Джеймс А. Дрэйн заказал 600 самых передовых британских танков, которые в то время были маркой Mark VI. Однако это поставило под угрозу планы Альберта Стерна, координировавшего тогда производство танков союзников, по созданию обычного англо-американского танка Mark VIII. В декабре 1917 года он приказал остановить проект. Не было даже прототипа.